# 河合滉二
河合 滉二（かわい こうじ、1914年7月28日 - 1998年6月29日）は、日本の経営者。サッポロビールの社長、会長を務めた。岡山県井原市出身。

## 経歴・人物
1939年に東京帝国大学経済学部を卒業し、同年に大日本麦酒に入社。1949年にサッポロビールに移り、1971年に取締役に就任し、専務などを経て、1978年に社長に就任。1983年に会長に就任し、1985年から取締役相談役を務めた。1961年には上島珈琲会館を設立し、社長に就任した。
1984年に勲三等瑞宝章を受章した。
1998年6月29日肝不全のために横浜市の病院で死去。83歳没。